# Edwin Johnsson
Edwin Johnsson, född 14 november 1928, död 29 augusti 2009, även känd som "Sminkmannen", medverkade i TV-programmet 100 höjdare.
Edwin blev i TV-programmet 100 höjdare, säsong 5, utsedd till Nordens "skönaste" människa. Han medverkade sedan även i Filip och Fredriks show Söndagsparty med Filip och Fredrik.